# Bilwis (cràter)
Bilwis és un cràter sobre la superfície del planeta nan Ceres, situat amb el sistema de coordenades planetocèntriques a 86.6 ° de latitud nord i 85.6 ° de longitud est. Fa un diàmetre de 7 km. El nom va ser fet oficial per la UAI l'onze d'agost del 2017 i fa referència a Bilwis, esperit del blat del folklore germànic.